# Brunei Museum

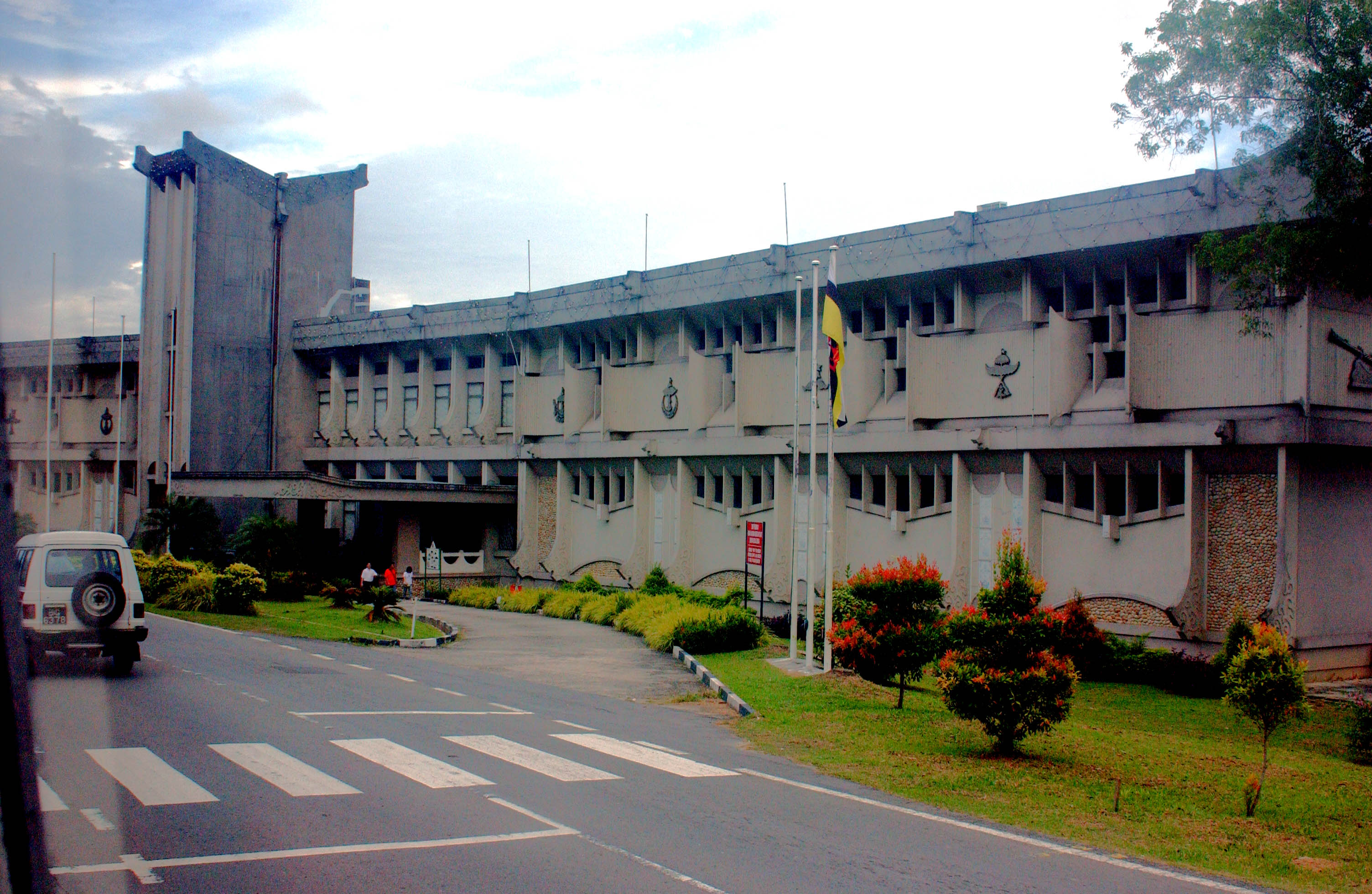
Brunei Museum

Das Brunei Museum ist das Nationalmuseum von Brunei in Kota Batu in der Nähe der Hauptstadt Bandar Seri Begawan. Das Museum zeigt vor allem Ausstellungsstücke von islamischer Kunst aus der historischen Periode seit dem 16. Jahrhundert sowie archäologische Funde und ethnographische Objekte. Es ist das größte Museum in Brunei.
Das Museum war anfangs, ab 1969, auch Herausgeber des Brunei Museum Journal, eines akademischen Journals, welches inzwischen jährlich herausgegeben wird.

## Lage
Das Museum in Kota Batu liegt ca. 4,5 km östlich des Stadtzentrums von Bandar Seri Begawan an der Küstenstraße. Es steht auf einem Hügel mit malerischem Blick auf den Brunei-Fluss.

## Geschichte
Das Museum befand sich ursprünglich ab 1965 im Stadtzentrum in Bandar Brunei (Bandar Seri Begawan). Der neue Standort wurde an einer historischen archäologischen Stätte angelegt. Der Bau wurde 1968 begonnen und 1970 fertig gestellt. Die offizielle Eröffnung des Museum in den neuen Räumlichkeiten wurde am 29. Februar 1972 durch Königin Elisabeth II. von Großbritannien durchgeführt. Die Fläche des Museums umfasst zusammen mit dem umliegenden Park 48 ha.

## Ausstellung
Das Museum verfügt über fein gearbeitete Schnitzereien und Gegenstände aus der malayischen Tradition, wie auch beispielsweise das gestaltete Grabmal von Sultan Bolkiah, dem Herrscher des Sultanats im 15. Jahrhundert. Die Galerien des Museums sind eingeteilt in Bereiche für Islamische Kunst, Naturgeschichte, und für temporäre Ausstellungen. Die geschichtlichen Ausstellungen behandeln die Geschichte Südostasiens mit besonderem Schwerpunkt auf den Verbindungen zwischen Brunei und der spanischen und portugiesischen Kolonialisierung im 16. Jahrhundert.
Auch Ausstellungsstücke der Geschichte der vorgeschichtlichen Periode von Negara Darussalam und der neuesten Geschichte befinden sich in der historischen Galerie. Die Ausstellungsstücke zeigen traditionelle Lebensformen vieler Gemeinschaften des Landes sowie der Naturgeschichte mit Beispielen aus Flora und Fauna. Außerdem gibt es Töpferwaren aus dem Iran und Zentralasien aus dem 9. und 10. Jahrhundert, geblasene Gläser aus Ägypten und der Levante, ein Miniatur-Manuskript des Koran, gewobene Textilien, Goldschmuck, die Zeremonial-Kanonen die im Sultanat verwendet worden waren, sowie Waffen des Sultanats.
Die meisten Artefakte stammen aus der persönlichen Sammlung des Sultans von Brunei, wie auch die Sammlung von Silber- und Gold-Münzen aus einem weiten Umkreis der islamischen Welt. Daneben wird auch eine Ausstellung gezeigt „The Spirit of Budo: The History of Japan’s Martial Arts“ (der Gest des Budo: Die Geschichte der Japanischen Kampfkunst), in der Nachbildungen der Rüstungen und Waffen aus Japan in der Zeit zwischen dem 8. und 14. Jahrhundert gezeigt werden. Weiters gibt es eine Ausstellung über die Ölindustrie in Brunei durch die Brunei Shell Petroleum. Großformatige Ausstellungsstücke werden in Räumen auf der Rückseite des Museumsgebäudes im Park gezeigt.